# Seznam slovenskih metalurgov
Seznam slovenskih metalurgov.

## A
- Kozma Ahačič (1925-1987?)
- Ivan Anžel
- Boštjan Arh
- Jožef Arh (1930-2010)
- Boris Arzenšek?
- Slavko Ažman (1947-2014)

## B
- Tilen Balaško
- Janez Barborič?
- Slavko Belina
- Jure Bernetič
- (Josip Bezlaj)
- Janez Bidovec
- Milan Bizjak
- Janko Bračič
- Janez Bratina
- Vojmir Bratina
- (Gino/Luigi Brazzoduro)
- (Boris Janez Bregant)
- (Milko Bremec)
- Borivoj Breže
- Erika Bricelj
- (Božidar Brudar)
- Miloš Bučar
- Dušan Burnik (1934-2020)

## C
- Krsto Cazafura?
- Roman Celin?
- Jože Ciglenečki (1924-2014)

## Č
- Drago Čeh
- Miha Čekada (1972)
- Sergej Černivec  (1905-1978)
- Metod Češarek?
- Vincenc Čižman
- Stanko Čop
- Franc Črv

## D
- (Anton Danihelka)
- Martin Debelak
- Boris Dejanovič?
- Alojz Derling
- Mirko Dermelj?
- Mirko Doberšek (plemenite kovine)
- Bogomir Dobovišek
- Milan Dobovišek
- Janez Dokl
- Črtomir Donik? kemik (1980-)
- Bojan Dornik?
- Leo Dostal (1878 - ?)

## E
- Frančišek Emmer
- Bojan Erjavec (1950-2023)
- Miro Eržen (1955)
- Pavle Eržen (1916-1992)

## F
- Peter Fajfar (metalurg)
- Andrej Fajmut (1938)
- Viktor Fettich
- (Jože Furlan 1904-1986)

## G
- Miran Gaberšček (1962) ?
- Marin Gabrovšek (1925-2014)
- Roman Gajser
- Andrej Gala (1939-81)
- Branislav Glogovac?
- Janko Gnamuš
- Miroslav Gnamuš
- Boštjan Godec
- Jure Godec (1932-2023) (slikar)
- Matjaž Godec (1961-)
- Vinko Golc (1929-2017)
- Jurij Gontarev
- Vasilij Gontarev
- Nikola(j) Gostiša
- (Viktor Gostiša)
- Klemen Grabnar (1987-)
- Andrej Gradišnik ?
- (Ferdinand Grešovnik)
- Ivan Gubenšek ?

## H
- Bojan Hertl
- (Anton Homan)
- (Josip/Josef Hummel)

## I
- Radomir Ilić
- Lidija Irmančnink Belič?

## J
- Pavel Jagodič (1922- ?)
- Stanislav Jakelj
- Anton Jaklič (1970-)
- Anton Jamnik (1929-2014)?
- Vladimir Jelen
- Darja Jenko
- Monika Jenko (1947-)
- Stane Jurca
- Branko Juršek

## K
- (Borut in Roman Kamšek - livarja)
- Slavko Kanalec
- Blaž Karpe
- Sebastjan Kastelic (1982-)
- Janko Kavčič?
- Leon Kavčnik
- (Rajko Kejžar)
- (Janko Kernc - 1953)?
- (Viktor Kersnič)
- Franjo Kilinger
- Marija Kisin
- (Gregor Klančnik)
- Klemen Klemenc
- Herman Klinar (1896-1987)
- Milan Klinar
- Dimitrij (Mitja) Kmetič
- Matjaž Knap
- Janko Kokošar
- Aleksander Kokot
- Tomaž Kolenko
- Mitja Koležnik
- Janez Pavel Komel
- (Aleksander Kopylov)
- Darko Korošec (1957) ?
- Blaženko Koroušić (1937-2015)
- (Borut Kosec 1964) - strojnik
- Gorazd Kosec
- Ladislav Kosec (1938-2023)
- Tomaž Kosmač (1948-2022)
- Ivan Kosovinc (1922-1999)
- Karel Košak?
- Miha Košak
- Ivan Kotnik? (1951)
- Viktor Kotnik
- (Janez Kovač) (1965)
- Tone Kovič
- Igor Kovše
- Božidar Koželj (1927–2016)
- Ivan Kralj (1890-1956)
- Peter Kraljič
- Andrej Kranjc (1931) (Brazilija)
- Viktor Kraševec?
- (Bojan Kraut)
- Ažbe Križaj
- Alojz Križman
- Goran Kugler
- Peter Kunc
- Oskar Kürner (1925-2010)
- Aleksander Kveder (1928-98)

## L
- Aleš Lagoja?
- Jakob Lamut
- Franc Legat
- Janko Legat?
- Rado Lenart
- Zvonko Lengar?
- Doroteja Lesjak Šebenik
- Zdenko Leskovec  (1922 - 1987?)
- Vojteh Leskovšek (1947)
- Rajko Lipold (BiH)
- Gorazd Lojen?
- Mojca Loncnar?

## M
- Franjo Mahorčič
- Nada Majcen?
- Ignacij (Ignatij) Majdel
- Aleksander Majdič (Nemčija)
- Stane Malovrh
- (Borut Marinček)
- (Velibor Marinković)
- Boštjan Markoli
- Tomaž Marolt
- Anton Mauer
- Jakob Medja
- Jožef Medved
- Valentin Mendiževec
- Milan Merlak
- Leon Mesarič
- Danijel Mitrović
- Franc Mlakar?
- Ernest Močnik
- Jakob Mostar?
- Miran Mozetič
- Maksimiljan Mravljak
- Primož Mrvar (1971-)
- Franc Ksaver Mühlbacher
- Jože Muster (1923-2023)

## N
- Iztok Naglič
- Aleš Nagode (1975-)
- John Phillip Nielsen (prv.i. Janez Sešek) (ZDA)
- Frančišek Novak

## O
- Zvone Omerza
- Marjan Osole

## P
- Lambert Pantz (1835-1895)
- Andrej Paulin (1939-)
- Irena Paulin
- Robert Paulin (1897-1974)  rafinator plemenitih kovin
- Dragotin Pavko (1920-66) ?
- Franc Pavlin (1937-)
- Janez Pavlin (1947-)
- Ciril Pelhan (1921-2011)
- Slavko Penko (1932-2000)
- Janez Perko?
- Mitja Petrič  (1980-)
- Jože Pirš (1925-1999)
- Anton Podgornik (1927-1982)
- Bojan Podgornik (1970-)
- Venceslav Poniž (Poljska)
- Terezija Poženel Kovačič
- Borut Praček
- Alojz Prešern (1920-2015)
- Dušan Prešern (1935-)
- Vasilij Prešern (1947-)
- Borut Pretnar (1938-)
- Čedomir Primec
- Viktor Prosenc (1920-2012)
- Ludvik Puklavec, metalurg, predsednik zveze mobilizirancev v nemško vojsko

## R
- Inoslav Rak
- Rafael Razpet
- Konstantin Rebek (1891-?)
- Ciril Rekar (1901-1989)
- Aleksander Rjazancev (1924-1984)
- Robert Robič
- Jože Rodič
- Tomaž Rodič
- Andrej Rosina (1931-2025)
- August Rosthorn (1790-1843)
- Alojz Rozman
- (Viktor Ruard)
- Rebeka Rudolf

## S
- (družina Samassa - livarji)
- (Maks Samec)
- Giovanni Antonio Scopoli
- Janez Sešek (=John Phillip Nielsen - ZDA)
- Bogdan Sicherl (1927-2011)
- Dušan Sikošek
- Dušan Sila (1921-2003)
- Zlatko Sitar (ZDA)
- Božo Skela ?
- Danijela Anica Skobir Balantič
- Peter Souvent (1937-2022)?
- Maks Skralovnik (1909-1971)?
- Anton Smolej (1940-)
- Franc Sodec
- Savo Spaić
- Ivan Stadler
- Petar Stanković?
- Klemen Stegenšek
- Darja Steiner Petrovič
- France Strojin?

## Š
- Alenka Šalej Lah
- Božidar Šarler?
- Peter Ščetinin?
- Milan Šernek
- Janez Šetina
- Barbara Šetina Batič?
- Matevž Šipek-Mitja
- Franc Širca (1922-2005)
- Polona Škraba
- Jurij Šporin
- Anton Šteblaj?
- Bojan Štine?
- (Pavel Štular)
- Aleš Šuklje (1941-2018)
- Blaž Šuler
- Miloš (Ivan) Šulin (1921- ?)
- Tomaž Šuštar
- Borivoj Šuštaršič

## T
- Franc Tehovnik
- Milan Terčelj (1959-)
- Rajko Topolovec (1937-2022)
- Franc Torkar (1880-1967)
- Matjaž Torkar
- Katarina Trbižan
- Milan Trbižan (1935-2015)
- Jožef Triplat
- Rado(mir) Turk
- Stanislav Turk?
- Janez Tušek?

## U
- Boris Ule  (1948-2008)
- Primož Umek
- Vito Uršič (ps. Marko Drenovec)

## V
- Maksimiljan Večko
- Tatjana Večko Pirtovšek?
- Leopold Vehovar (* 1939)
- Stanislav Vehovar (+ 2020)
- Gvido Velikanje
- Franc Vičar (1926/7?-2023)
- Franci Vode (1978-)
- Franc Vodopivec (1931-2021)
- Jelena Vojvodič Tuma (=Jelena Vojvodič Gvardjančič)
- Darja Volšak
- Maja Vončina

## Y
- Robert Yebuah

## Z
- Andrej Zajc (1938-2021)
- Anton (Tone) Zalar (1943-2009)
- Bogdan Zalar
- Stojan Zalar (1921-1990)
- Jože Zevnik (? - 2020)
- Erik Zobec
- Franc Zupan (1959-)
- Erik Zupanič
- Danilo Zupančič (1952-2017) (strojnik?)
- Franc Zupanič (1966-)

## Ž
- Breda Žerjal (+ 1995)
- Branko Žeronder
- Matija Žumer
- Žužek
- Janez Žvokelj